# Luis Ciges
Luis Ciges Martínez  (Madrid, 10 de mayo de 1921 - ibídem, 11 de diciembre de 2002) fue un actor de cine y televisión español. Fue uno de los secundarios por excelencia del cine español. Desde la década de 1960 participó en muchas de las películas más importantes del cine español.

## Trayectoria
Era sobrino del escritor Azorín e hijo del también escritor Manuel Ciges Aparicio, que fuera gobernador civil de Santander y de Ávila, donde fue fusilado por los militares sublevados en agosto de 1936. Residente en Mallorca, se titula en peritaje mercantil, tras lo cual, en 1941, forzado por las circunstancias en que había quedado la familia y las represalias franquistas, se alistó como voluntario en la División Azul —donde conoció a Luis García Berlanga— y pasó por Polonia y Leningrado.
A su regreso a España, y tras estudiar dos años de Medicina y trabajar como becario en el laboratorio del sanatorio antituberculoso de Ávila, en 1951 ingresa en el Instituto de Investigaciones y Experiencias Cinematográficas, del que obtiene el título de dirección. Realiza varios documentales y cortometrajes para terminar, desde finales de la década de los cincuenta, dedicándose a la interpretación que ya no abandona hasta su fallecimiento. Tras unos inicios cinematográficos algo más espaciados y con títulos como Plácido (1961),  de Luis García Berlanga, a partir de los años 70 intensifica su carrera en la pantalla grande, llegando a participar en más de 150 títulos.
Consagrado como uno de los actores secundarios más sólidos del panorama cinematográfico español, su figura enjuta lo sitúa en papeles cómicos o de personaje excéntrico y marginado. Actor fetiche para Berlanga, contó con él para interpretar a Segundo, el criado de los Marqueses de Leguineche en La escopeta nacional (1978), Patrimonio nacional (1981) y Nacional III (1982), así como para otro papel en Todos a la cárcel (1993). También se prodigó en la filmografía de José Luis Cuerda, en títulos como Así en el cielo como en la tierra (1995), que le valió el Premio Goya al mejor actor de reparto, Amanece, que no es poco (1988) o El bosque animado (1987).
Entre los pocos papeles protagonistas que llegó a interpretar, se le recuerda especialmente por el personaje principal en la comedia surrealista El milagro de P. Tinto (1998), de Javier Fesser.
En televisión, entre 1991 y 1995 interpretó a Ricardo, uno de los clientes habituales de Lourdes Cano (Concha Cuetos) en Farmacia de guardia, de Antonio Mercero.
Entre marzo y agosto de 2002 participó en el rodaje de la exitosa película La gran aventura de Mortadelo y Filemón, dirigida por Javier Fesser y protagonizada por Benito Pocino (como Mortadelo) y Pepe Viyuela (como Filemón), donde interpretó su último papel (como aparejador al servicio de la República de Tirania); no llegó a ver el estreno (febrero de 2003).
Falleció el 11 de diciembre de 2002 en la clínica San Camilo (Madrid) de un ataque al corazón.

## Filmografía

### Cine
- La gran aventura de Mortadelo y Filemón (2003), de Javier Fesser.
- El paraíso ya no es lo que era (2001), de Francesc Betriu.
- La mujer más fea del mundo (1999), de Miguel Bardem.
- París-Tombuctú  (1999), de Luis García Berlanga.
- El milagro de P. Tinto (1998), de Javier Fesser.
- Una pareja perfecta (1998), de Francesc Betriu.
- Así en el cielo como en la tierra (1995), de José Luis Cuerda.
- Alegre ma non troppo (1994), de Fernando Colomo.
- Todos a la cárcel (1993), de Luis García Berlanga.
- Todo por la pasta (1991), de Enrique Urbizu.
- El vuelo de la paloma (1989), de José Luis García Sánchez.
- Sinatra (1988) de Francesc Betriu.
- Amanece, que no es poco (1988), de José Luis Cuerda.
- Pasodoble (1988), de José Luis García Sánchez.
- El bosque animado (1987), de José Luis Cuerda.
- Moros y cristianos (1987), de Luis García Berlanga.
- Matador (1986), de Pedro Almodóvar.
- La corte de Faraón (1985), de José Luis García Sánchez.
- La vaquilla (1985), de Luis García Berlanga.
- Hierro dulce (1985) de Francisco Rodríguez.
- Sal gorda (1983), de Fernando Trueba.
- Laberinto de pasiones (1982), de Pedro Almodóvar.
- Nacional III (1982), de Luis García Berlanga.
- Estoy en crisis (1982), de Fernando Colomo.
- La colmena (1982), de Mario Camus.
- Crónica del alba. Valentina, 1.ª parte (1982), de Antonio José Betancor.
- Patrimonio Nacional (1981), de Luis García Berlanga.
- Jalea real (1981), de Carles Mira.
- ¡Tú estás loco, Briones! (1981), de Javier Maqua.
- Gay Club (1981), de Tito Fernández.
- Arrebato (1979), de Iván Zulueta.
- Tatuaje (1978), de Bigas Luna
- La escopeta nacional (1978), de Luis García Berlanga.
- Los restos del naufragio (1978), de Ricardo Franco.
- ¿Que hace una chica como tú en un sitio como este? (1978), de Fernando Colomo.
- El huerto del francés (1978), de Paul Naschy.
- Un hombre llamado Flor de Otoño (1978), de Pedro Olea.
- Sentados al borde de la mañana, con los pies colgando (1978), de Antonio José Betancor
- Eva, limpia como los chorros del oro (1977), de José Truchado.
- La criatura (1977), de Eloy de la Iglesia.
- ¿Quién puede matar a un niño? (1976), de Narciso Ibáñez Serrador.
- De profesión: polígamo (1975), de Angelino Fons.
- Pim, pam, pum... ¡fuego! (1975), de Pedro Olea.
- El chulo (1974), de Pedro Lazaga.
- Vera, un cuento cruel (1973), de Josefina Molina.
- La rebelión de las muertas (1973), de León Klimovsky.
- La liga no es cosa de hombres (1972), de Ignacio Iquino.
- La casa sin fronteras (1972), de Pedro Olea.
- La Saga de los Drácula (1972), de León Klimovsky.
- Cabezas cortadas (1970), de Glauber Rocha.
- Mañana será otro dia (1967), de Jaime Camino.
- Los farsantes (1963), de Mario Camus.
- Plácido (1961), de Luis García Berlanga.
- La quiniela (1960), de Ana Mariscal.
- Molokai, la isla maldita (1959),[2] de Luis Lucía.
- Historias de Madrid (1958), de Ramón Comas.

### Cortometrajes
- La teoría del dinero (1989), de Mariano Catalán
- Franco no debe morir en la cama (1998), de Alberto Macías.
- Rufino (1998), de Octavi Masià.
- Aquel ritmillo (1995), de Javier Fesser.

### Televisión
- Compañeros
  - Se acabó la vida de artista (3 de octubre de 2000)
- Periodistas
  - Verano.es (30 de junio de 2000)
- Médico de familia
  - Blanca y radiante (23 de diciembre de 1997)
- Farmacia de guardia (1991-1994)
- Truhanes
  - La tontina (26 de octubre de 1993)
- La mujer de tu vida
  - La mujer infiel (2 de marzo de 1990)
- Escalera exterior, escalera interior (1986)
- Las aventuras de Pepe Carvalho
  - El mar, un cristal opaco (14 de marzo de 1986)
- La huella del crimen
  - El crimen de la calle Fuencarral (17 de mayo de 1985)
- Juanita la Larga (1982)
- Fortunata y Jacinta (1980)
- El español y los siete pecados capitales
  - La envidia (21 de noviembre de 1980)
- Escrito en América
  - Cadáveres para la publicidad (9 de septiembre de 1979)
- Curro Jiménez
  - En la loca fortuna (16 de marzo de 1977)
  - El péndulo (12 de junio de 1977)
- Los Libros
  - Viaje a la Alcarria (5 de abril de 1976)
- Cuentos y leyendas
  - Un error judicial (17 de diciembre de 1974)
  - En provincia (26 de septiembre de 1975)
  - La puñalada (24 de octubre de 1975)
  - Huida hacia el pueblo de las muñecas de cera (7 de noviembre de 1975)
  - El libro de los tesoros (5 de diciembre de 1975)
  - La inocencia castigada (26 de diciembre de 1975)
  - El regreso de Edelmiro (9 de enero de 1976)
  - Poesía de amor y muerte (13 de febrero de 1976)
- Don Juan (1974)
- Los pintores del Prado (1974)
- El Pícaro (1974)
  - Capítulo 10: De cómo todos los caminos no dan a Roma pero sí los allana el dinero.

## Premios
Medallas del Círculo de Escritores Cinematográficos
| Año  | Categoría       | Resultado |
| ---- | --------------- | --------- |
| 1996 | Premio homenaje | Ganador   |